# Sclerodomus denticulatus
Sclerodomus denticulatus är en mossdjursart som först beskrevs av Busk 1884.  Sclerodomus denticulatus ingår i släktet Sclerodomus och familjen Sclerodomidae. Inga underarter finns listade i Catalogue of Life.